# Marc Llistosella
Marc Llistosella (* 1967 in Köln) ist ein deutscher Manager und Vorstandsvorsitzender (CEO) der Knorr-Bremse AG.
Nach einem Betriebs- und Volkswirtschaftsstudium an der Universität zu Köln begann seine berufliche Laufbahn 1994 als Manager im Vertrieb und in der Strategie der damaligen Daimler-Benz AG. Von 2008 bis 2014 fungierte er als CEO und Managing Director für Daimler India Commercial Vehicles (DICV).  Dort verantwortete er auch den Bereich BharatBenz in Chennai/Indien für den dortigen Markt. Von 2015 bis 2018 war Marc Llistosella Präsident und CEO der Mitsubishi Fuso Truck and Bus Corporation sowie Leiter von Daimler Trucks Asia (DTA) in Tokio, Japan, und Mitglied des Vorstands von Daimler Trucks Asia.
Im Jahr 2018 wechselte Marc Llistosella in die Selbständigkeit, unter anderem als Automotive Experte und Public Speaker, wobei er von 2019 bis 2022 als Mitglied des Aufsichtsrats und Investor eines schwedischen Start-up tätig war. Zum 1. Januar 2023 wurde er zum Vorstandsvorsitzenden der Knorr-Bremse AG bestellt. In seiner Funktion als Vorsitzender des Vorstands (CEO) verantwortet er dort die Ressorts Strategie, Kommunikation, Digitalisierung, IT, Information Security, Unternehmenssicherheit und Interne Revision.